# رزمغاه سفلي
رزمغاة سفلي (بالفارسية: رزمگاه سفلی) هي قرية تقع في قسم سفيدسنغ الريفي في إيران. يقدر عدد سكانها بـ 37 نسمة .